# Чемпионат Европы по волейболу среди мужских старших молодёжных команд
Чемпионаты Европы по волейболу среди мужских старших молодёжных команд — соревнования для мужских старших молодёжных сборных, проводимые под эгидой Европейской конфедерации волейбола (CEV).
Проводятся с 2022 года с участием спортсменов возрастом до 22 лет. 

## Призёры
| Год  | Место проведения                 | 1-е место | 2-е место | 3-е место |
| ---- | -------------------------------- | --------- | --------- | --------- |
| 2022 | Тарнув (Польша)                  | Италия    | Франция   | Польша    |
| 2024 | Апелдорн, Гронинген (Нидерланды) | Франция   | Италия    | Польша    |